# Pematang Buluran
Pematang Buluran is een bestuurslaag in het regentschap Ogan Komering Ilir van de provincie Zuid-Sumatra, Indonesië. Pematang Buluran telt 2471 inwoners (volkstelling 2010).